# Norsk Melodi Grand Prix 2015
Norge deltog i Eurovision Song Contest 2015 i Wien, Österrike. Deras inträde valdes via den nationella finalen Melodi Grand Prix 2015, organiserad av den norska bolaget NRK.

## Bakgrund
NRK bekräftade att Norge skulle delta i  Eurovision Song Contest 2015 den 21 maj 2014. Den 5 juni 2014 avslöjade programföretaget detaljer om deras urvalsförfarande och meddelade organisationen av nationella finalen Melodi Grand Prix 2015. 

## Format
Melodi Grand Prix 2015 var den 53:e upplagan av den norska nationella finalen Melodi Grand Prix, som valde Norges inträde till Eurovision Song Contest 2015. Tävlingen genomgick stora förändringar jämfört med de senaste utgåvorna. För första gången sedan 2005 var det inga semifinalen. Bara en show som innehåller elva konkurrerande låtar, Det ägde rum den 14 mars 2015 i Oslo Spektrum i Oslo. Showen leddes av Silya Nymoen och Kåre Magnus Bergh. NRK återinförde en levande orkester som del av showen, en funktion som har varit frånvarande från tävlingen i 17 år. De 54 medlemmarna i Kringkastningsorkestret följde varje prestanda i varierande kapacitet. Fyra bidrag gick sedan vidare till superfinalen

## Finalen
Bidragen med guld-bakgrund gick vidare till superfinalen.
| Startnummer | Artist                    | Sång                  |
| ----------- | ------------------------- | --------------------- |
| 1           | Erlend Bratland           | "Thunderstruck"       |
| 2           | Raylee                    | "Louder"              |
| 3           | Tor & Bettan              | "All Over the World"  |
| 4           | Jenny Langlo              | "Next To You"         |
| 5           | Ira Konstantinidis        | "We Don't Worry"      |
| 6           | Contrazt                  | "Heaven"              |
| 7           | Marie Klåpbakken          | "Ta meg tilbake"      |
| 8           | Staysman & Lazz           | "En godt stekt pizza" |
| 9           | Mørland & Debrah Scarlett | "A Monster Like Me"   |
| 10          | Alexandra Joner           | "Cinderella"          |
| 11          | Karin Park                | "Human Beings"        |

## Superfinalen
| Nr | Artist                    | Sång                  | Östnorge | Nordnorge | Centralanorge | Sydnorge | Västnorge | Total  | Placering |
| -- | ------------------------- | --------------------- | -------- | --------- | ------------- | -------- | --------- | ------ | --------- |
| 1  | Tor & Bettan              | "All Over the World"  | 19,834   | 5,222     | 4,670         | 5,574    | 8,386     | 43,686 | 4         |
| 2  | Staysman & Lazz           | "En godt stekt pizza" | 49,068   | 5,392     | 3,595         | 7,010    | 4,134     | 69,199 | 3         |
| 3  | Mørland & Debrah Scarlett | "A Monster Like Me"   | 47,303   | 7,778     | 7,013         | 17,340   | 9,435     | 88,869 | 1         |
| 4  | Erlend Bratland           | "Thunderstruck"       | 37,334   | 8,504     | 7,161         | 10,816   | 21,558    | 85,373 | 2         |

## Under Eurovision
Norge deltog i en 2:a semifinalen den 21 maj. De kom till final och hamnade på 8:e plats.